# Sergio Chechelev
Sergio Chechelev (Belgrado; 27 de enero de 1933-?) fue un árbitro de fútbol venezolano nacido en Yugoslavia.

## Trayectoria
Emigró a Venezuela y en 1965 comenzó a arbitrar como representante de ese país, hasta su retiro en 1974. Es recordado especialmente por el polémico arbitraje que protagonizó en el partido de la eliminatoria para la Copa Mundial de 1970 entre Bolivia contra Perú, favoreciendo al local Bolivia.